# Aranyosgadány
Aranyosgadány is een plaats (község) en gemeente in het Hongaarse comitaat Baranya. Aranyosgadány telt 363 inwoners (2001).